# كانياشير (آراغاتسوتن)
مدينة كانياشير (بالإنجليزية: Kaniashir)‏ هي إحدى المدن التابعة لمقاطعة آراغاتسوتن في أرمينيا. يقدر عدد سكانها بـ 472 نسمة حسب الإحصاء الذي جرى عام 2011.